# جمهورية بافاريا السوفيتية
كانت جمهورية بافاريا السوفيتية أو جمهورية ميونخ السوفيتية (بالألمانية: ريتيريبوبليك بايرن، مونشني ريتيريبوبليك) دولةً اشتراكيةً غير مُعترف بها في بافاريا، استمر وجودها لفترة قصيرة خلال الثورة الألمانية بين عامي 1918 و1919. اتخذت هذه الجمهورية شكل جمهورية مجلس العمال. عرفت عن نفسها باللغة الإنجليزية أيضًا باسم جمهورية المجلس البافاري؛ يعني المصطلح الألماني ريتيريبوبليك (Räterepublik) جمهورية المجالس أو الهيئات: كما أن «المجلس» أو «الهيئة» هما معنيين أيضًا للكلمة الروسية سوفيت. تأسست الجمهورية في أبريل من عام 1919 بعد زوال ولاية بافاريا الشعبية بزعامة كورت أيسنر، وسعت إلى إنشاء جمهورية سوفيتية اشتراكية في بافاريا. أسقط عناصر من الجيش الألماني (الرايخويهر) وقوات يمينية شبه عسكرية (بالألمانية: Freikorps)‏ هذه الجمهورية بعد أقل من شهر من إنشائها. ساعد انهيارها في صعود الحزب النازي لاحقًا إلى السلطة.

## خلفية
تعود جذور هذه الجمهورية إلى هزيمة القيصرية الألمانية في الحرب العالمية الأولى والتوترات الاجتماعية التي وصلت إلى ذروتها بعد ذلك بوقت قصير. اندلعت الثورة الألمانية في عام 1918 من صميم هذه الفوضى. بدأ البحارة الألمان سلسلةً من الثورات في كيل والموانئ البحرية الأخرى في نهاية أكتوبر من عام 1918. أدت هذه الاختلالات إلى نشوء اضطراب مدني في جميع أنحاء ألمانيا في أوائل نوفمبر من ذلك العام. هرب لودفيش الثالث ملك بافاريا من ميونيخ ريزيدينز مع عائلته في 7 نوفمبر من عام 1918، في الذكرى السنوية الأولى للثورة البلشفية. أصبح كورت أيسنر –أحد سياسيي الحزب الاشتراكي الديمقراطي الألماني المستقل (USPD)- وزيرًا - رئيسًا لولاية بافاريا الشعبية المعلنة حديثًا.
نأى أيسنر بنفسه عن البلاشفة الروس، معلناً حماية حكومته لحق الملكية، على الرغم من دعوته إلى إقامة دولة اشتراكية. هُزم الحزب الاشتراكي الديمقراطي الألماني المستقل التابع لأيسنر في انتخابات يناير من عام 1919 وحل في المركز السادس، نظرًا إلى عدم قدرة الحكومة الجديدة على توفير الخدمات الأساسية. قُتل أيسنر برصاص القومي اليميني أنطون غراف فون أركو أوف فالي، المعروف أيضًا باسم فالي أركو، في 21 فبراير من عام 1919، أثناء توجهه إلى البرلمان للإعلان عن استقالته.
اجتمع برلمان الولاية بعد اغتيال أيسنر، وبدأ إرهارد أوير -زعيم الاشتراكيين الديمقراطيين ووزير الداخلية في حكومة أيسنر- في مدح أيسنر، ولكن كانت الشائعات المتعلقة بتدبير أوير لعملية الاغتيال قد بدأت بالانتشار بالفعل. بناءً على هذه المزاعم الكاذبة، أطلق ألويس ليندي -وهو نادل صالونات ومن أشد المؤيدين لأيسنر- النار على أوير مرتين باستعمال بندقية، ما أدى إلى إصابته بجروح خطيرة. دفع هذا الأمر مؤيدي أيسنر المسلحين الآخرين إلى إطلاق النار، ما تسبب في اشتباك أدى إلى مقتل أحد المندوبين وإصابة وزيرين على الأقل بانهيارات عصبية. لم تمتلك بافاريا حكومةً بعد ذلك.
تلا تلك الأحداث انتشار الفوضى العارمة والاضطرابات في البلاد. اعتبر أصحاب القضية اليسارية أيسنر شهيدًا بعد اغتياله، ما أدى إلى انتشار المظاهرات وإغلاق جامعة لودفيغ ماكسيميليان في ميونخ، واختطاف الأرستقراطيين ودق أجراس الكنائس بالقوة. كان الدعم اليساري أكبر مما كان أيسنر نفسه قادراً على قيادته.
شكل الزعيم الاشتراكي الجديد يوهانس هوفمان -المناهض للعسكرية والمدرس السابق- حكومةً ائتلافيةً برلمانيةً في 7 مارس من عام 1919، ولكن مع وصول أخبار ثورة اليسار في المجر في 21 مارس أعلن مجلس العمال المركزي ليلة 6-7 أبريل عن قيام جمهورية سوفيتية برئاسة إرنست توللر، تولى قيادتها في البداية اشتراكيون مستقلون ومناهضون للعسكرية مثل تولر وسيلفيو غيزل، ولاسلطويون مثل غوستاف لانداور وإيريك موهسام، وشيوعيون مثل أويغين ليفينيه وماكس ليفين.
دعا توللر «الجيش الأحمر البافاري» غير الموجود لدعم ديكتاتورية البروليتاريا الجديدة وعدم إظهار الرحمة لأي ثورة مضادة. فرت حكومة هوفمان إلى بلدة بامبرغ في شمال بافاريا، معلنةً أنها المقر الجديد للحكومة.
في 1 مايو هاجمت وحدات نظامية الجيش الألماني أرسلها وزير الدفاع الاشتراكي الديمقراطي غوستاف نوسكه، مدعومة بتشكيلات مسلحة يمينية (بالألمانية: Freikorps)‏ ميونخ وأسقطت حكومة المجالس واعتقلت أعضاءها، وقتل غوستاف لانداور. تحولت ميونخ بعد ذلك إلى مركز للحركة الفاشية.